# 宝来みずほ
宝来 みずほ（ほうらい みずほ。1967年1月1日 - ）は、日本のAV女優。バルドエージェンシー所属。
趣味はスキー/映画/書道。

## 出演作品

### アダルトビデオ
2007年
- 禁断の母子愛 宝来みずほ（7月14日、ルビー）
- 団地妻 2 犯された豊満熟女たち（7月28日、ルビー）
- マザコンマニアのツボ ママとの秘事 宝来みずほ（8月1日、AVS）
- お掃除おばさん 宝来みずほ（8月13日、溜池ゴロー）
- 綺麗な奥様の童貞狩り 宝来みずほ（9月10日、ドリームステージ）
- 近親相姦 最愛の息子 宝来みずほ（10月19日、MARIA）
- 中出し近親相姦 母の躾 宝来みずほ（12月6日、センタービレッジ）
- 綺麗な独身熟女に中出ししてみました9 宝来みずほ（12月17日、なでしこ）
- 近親相姦中出し親子 宝来みずほ（12月20日、センタービレッジ）

2008年
- 2007年RUBY年鑑 禁断の母子愛特別篇 2（1月26日、ルビー）
- 変態熟女ヨガ教室（2月20日、ネクスト）
- 実録母子愛スペシャル 祇園花街の巨乳母（5月24日、ルビー）
- ど淫乱団地妻と中出しセックス（7月15日、ネクスト）
- マザコンマニアのツボ ママとの秘事 永久保存版（8月1日、AVS）
- 美人団地妻の生中出し（8月31日、NEXT GROUP）
- 独身熟女中出し GOLDEN SPECILALREMIX 2（10月17日、なでしこ）
- お掃除おばさんベスト（11月1日、溜池ゴロー）
- 実録母子愛スペシャル 祇園花街の巨乳母（11月16日、ルビー）
- 中出し近親相姦 母の躾 II たっぷり4時間デラックス（12月4日、センタービレッジ）

2009年
- 月刊熟女秘宝館 卑猥な性交だけが私の生き甲斐（1月20日NEXT GROUP）
- 美熟女100人8時間!（7月13日、溜池ゴロー）
- 美熟女が乱れ舞う!四十路女50人8時間（10月13日、溜池ゴロー）

2010年
- 熟女中出し大全 第十一巻（2月20日、ネクストイレブン）